# تفسير المصباح
تفسير المصباح هو العمل الضخم في تفسير للقرآن الكريم كتبه العالم الإسلامي الإندونيسي محمد قريش شهاب. صدر كتاب تفسير المصباح عن دار لينتيرا هاتي للنشر عام 2001، وهو أول تفسير كامل للقرآن الكريم في ثلاثين جزءًا خلال الثلاثين عامًا الماضية. يهدف التفسير إلى تفسير القرآن الكريم في ضوء القضايا المعاصرة.

## التسمية

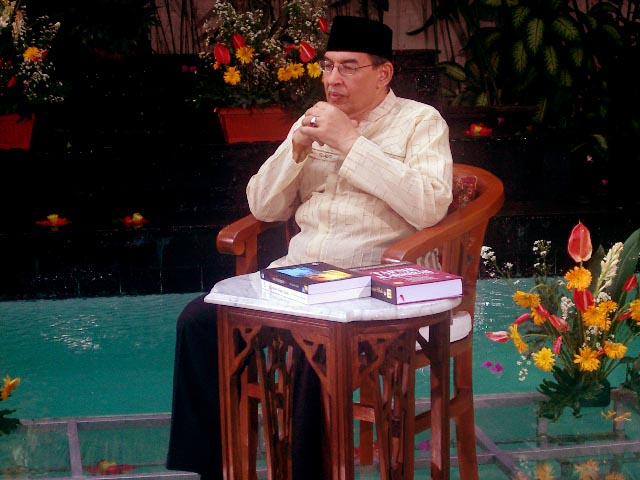
قريش شهاب يلقي محاضرة على شاشة التلفزيون.

والمصباح يعني "الفانوس" وهو يدل على معنى الحياة وأمور الناس التي يضيئها نور القرآن. كما هو واضح من الاسم، يهدف المؤلف إلى جعل القرآن أكثر واقعية وسهولة في الفهم.

## المحتوى
يبدأ قريش شهاب بشرح أهداف تفسير كلام الله بما يتناسب مع البيئة الثقافية والظروف المحيطة بالإنسان، وكيف يمكن استخلاص العلم ورسائل القرآن. وبحسب شهاب فإن جلال كلمة الله قادرة على استيعاب كافة الظروف المختلفة التي يعيشها الإنسان. ويذكر شهاب أيضًا أن المفسر مطالب بتوضيح القيم التي تتوافق مع تطور المجتمع، حتى يكون القرآن في الواقع بمثابة دليل. وهناك أيضًا قضية الفصل بين الحق والباطل والمخرج للمشاكل اليومية التي يواجهها الإنسان، والتي هي مطلوبة أيضا من المفسر لإزالة سوء الفهم تجاه القرآن أو محتوى الآيات.
يعتقد أحد المراقبين لأعمال تفسير نوسانتارا، هوارد م. فيدرسبيل، أن أعمال تفسير قريش شهاب تساعد المجتمع الإندونيسي المعاصر بثقة فيما يتعلق بالقضايا الدينية.

## طالع أيضًا
- إسلام نوسانتارا